# AHS 크라프
AHS 크라프(폴란드어: AHS Krab)는 폴란드의 자주포이다. 크라프는 폴란드어로 "게"를 뜻한다.

## 같이 보기
- PzH 2000
- 2S19
- T-155 프르트나